# هولو (بليتش)
هولو هو عبارة عن أرواح لأناس أموات موجودة في انمي ومانجا بليتش ...في العادة الأرواح للأناس العاديين عندما يموتون فأنهم ينتقلون إلى السريتي (مجتمع الارواح) عن طريق تنقية الارواح بواسطة الشينيغامي...والبعض الآخر يبقون مرتبطين بمكان موتهم وبمرور الزمن تتأكل سلسلة الروح ويتحولون إلى هولو...الهولو يمكن صناعته عن طريق تحطيم سلسلة الروح الخاصة بالشخص الميت حتى وان لم تكن السلسه معرضه للتأكل..ايضاً الارواح الميتة والتي تحتوي على الحقد والشر تتحول تلقائياً إلى هولو بمرور الزمن...والهولو يستطيع التهام ارواح البشر العاديين وبالتالي سيتم تحويلهم إلى هولو.